# Liste der Baudenkmäler in Unterstolberg
Die Liste der Baudenkmäler in Unterstolberg enthält die denkmalgeschützten Bauwerke auf dem Gebiet von Stolberg (Rheinland)-Unterstolberg in Nordrhein-Westfalen. Diese Baudenkmäler sind in der Denkmalliste der Stadt Stolberg (Rheinland) eingetragen; Grundlage für die Aufnahme ist das Denkmalschutzgesetz Nordrhein-Westfalen (DSchG NRW).

| Bild                                                           | Bezeichnung                                                    | Lage                                                             | Beschreibung | Bauzeit      | Eingetragen seit | Denkmal- nummer   |
| -------------------------------------------------------------- | -------------------------------------------------------------- | ---------------------------------------------------------------- | --- | ------------ | ---------------- | ----------------- |
| Bruchstein-Gutshof, landwirtschaftliches Anwesen „Gut Scheuer“ | Bruchstein-Gutshof, landwirtschaftliches Anwesen „Gut Scheuer“ | Unterstolberg An der Scheuer 38–42 Karte                         | |              | 12.03.1985       | 253/13/16/38/33   |
| Wohnhaus                                                       | Wohnhaus                                                       | Unterstolberg Auf der Mühle 2 Karte                              | |              |                  | 667/13/-/2/911    |
| weitere Bilder                                                 | Kupferhof Stöck, Wohnhaus                                      | Unterstolberg Auf der Mühle 15–29 Karte                          | Bauherr: Johann Adolph Peltzer (1664–1740) | 1726         | 10.10.1985       | 310/13/09/15/308  |
| Wohnhaus                                                       | Wohnhaus                                                       | Unterstolberg Auf der Mühle 16 Karte                             | |              | 11.10.1993       | 648/13/-/16/875   |
| Wohnhaus                                                       | Wohnhaus                                                       | Unterstolberg Bierweiderstr. 43 Karte                            | |              | 06.05.1987       | 459/13/05/43/566  |
| Wohnhaus                                                       | Wohnhaus                                                       | Unterstolberg Bierweiderstr. 49 Karte                            | |              | 05.01.1984       | 87/13/05/49/218   |
| Wohnhaus (linke Haushälfte)                                    | Wohnhaus (linke Haushälfte)                                    | Unterstolberg Blaustr. 11 a Karte                                | |              | 06.05.1987       | 438/13/06/11a/465 |
| Wohn-Geschäftshaus (rechte Haushälfte)                         | Wohn-Geschäftshaus (rechte Haushälfte)                         | Unterstolberg Blaustr. 13 Karte                                  | |              | 06.05.1987       | 453/13/06/13/562  |
| Wohnhaus                                                       | Wohnhaus                                                       | Unterstolberg Blaustr. 21 Karte                                  | |              | 15.11.1982       | 6/13/06/21/74     |
| Wohnhaus                                                       | Wohnhaus                                                       | Unterstolberg Blaustr. 23 Karte                                  | |              | 26.11.1984       | 187/13/06/23/283  |
| Wohnhaus                                                       | Wohnhaus                                                       | Unterstolberg Blaustr. 25 Karte                                  | |              | 04.09.1984       | 167/13/06/25/16   |
| Wohnhaus und Gaststätte                                        | Wohnhaus und Gaststätte                                        | Unterstolberg Blaustr. 27 Karte                                  | ehemalige Schmiede, erbaut auf älterem Kern, An- und Umbauten 1719, datiert lt. Wappenstein des Grob- und Nagelschmieds Albert von Reth an der Frontseite; Schmiedewerkstatt mit Mühlrad im Achterhaus                   | 1719         | 10.10.1985       | 311/13/06/27/354  |
| weitere Bilder                                                 | Museum (Zinkhütter Hof) und ehemalige Arbeiterwohnungen        | Unterstolberg Cockerillstr. 90 / Bernhard-Kuckelkorn-Platz Karte | ursprünglich durch die Société de Charleroy als Glashütte eingerichtetes Ensemble aus Produktionshalle, Arbeiterwohnungen und Verwaltungsvilla                                                                           | 1830er-Jahre | 03.07.1990       | 626/13/36/113/417 |
| weitere Bilder                                                 | Bruchsteinhofanlage, Wohnhaus, (Kupferhof Unterster Hof)       | Unterstolberg Eisenbahnstr. 41 Karte                             | Anfangs zwei Kupfermühlen, ab 1765 zusammengelegt als Kupferhof; seit Mitte des 20. Jhs. „Hof Bleibtreu“ genannt | 1610er-Jahre | 09.10.1984       | 174/16/03/41/305  |
| Gaststätte und Wohnhaus                                        | Gaststätte und Wohnhaus                                        | Unterstolberg Eisenbahnstr. 91 Karte                             | |              | 18.09.1985       | 288/13/12/91/109  |
| Wohnhaus                                                       | Wohnhaus                                                       | Unterstolberg Europastr. 17 Karte                                | |              | 03.06.1986       | 405/13/09/61/466  |
| Wohnhaus                                                       | Wohnhaus                                                       | Unterstolberg Europastr. 19 Karte                                | |              | 03.06.1986       | 404/13/09/60/461  |
| Wohnhaus                                                       | Wohnhaus                                                       | Unterstolberg Europastr. 21 Karte                                | |              | 03.06.1986       | 403/13/09/59/463  |
| Kulturzentrum                                                  | Kulturzentrum                                                  | Unterstolberg Frankentalstr. 3 Karte                             | erbaut auf dem Areal des vormaligen Kupferhofs Frankenthal | 1929         | 23.06.1986       | 414/13/46/3/464   |
| weitere Bilder                                                 | Bruchsteinhofanlage, Kupferhof Weide, Wohnhäuser               | Unterstolberg Hof Weide Karte                                    | Bauherr: Simon Lynen (1589/90–1651); das ehemalige und 1944 zerstörte Herrenhaus wurde durch im Erscheinungsbild angepasstes Wohnhaus ersetzt                                                                            | 1615         | 26.04.1985       | 262/13/37/-/310   |
| Wohn- und Geschäftsgebäude, linker Gebäudeteil                 | Wohn- und Geschäftsgebäude, linker Gebäudeteil                 | Unterstolberg Mühlener Markt 7 Karte                             | |              | 19.12.1991       | 628/13/29/7/813   |
| Wohn- und Geschäftsgebäude, rechter Gebäudeteil                | Wohn- und Geschäftsgebäude, rechter Gebäudeteil                | Unterstolberg Mühlener Markt 7a Karte                            | |              | 04.12.1991       | 629/13/29/7a/814  |
| Villa                                                          | Villa                                                          | Unterstolberg Nikolausstr. 22 Karte                              | | 1900         | 18.01.1995       | 650/13/31/22/815  |
| Wohnhaus                                                       | Wohnhaus                                                       | Unterstolberg Pümpchen 9 Karte                                   | Ehemaliges Pumpenhaus der Grube James | 1732         | 23.09.1987       | 487/13/47/9/553   |
| Wohnhaus                                                       | Wohnhaus                                                       | Unterstolberg Pümpchen 11 Karte                                  | |              | 06.05.1987       | 456/13/47/11/557  |
| Wohnhaus                                                       | Wohnhaus                                                       | Unterstolberg Pümpchen 13 Karte                                  | |              | 06.05.1987       | 457/13/47/13/558  |
| Wohnhaus, Erdgeschoss Apotheke                                 | Wohnhaus, Erdgeschoss Apotheke                                 | Unterstolberg Rathausstr. 98 Karte                               | |              | 23.09.1987       | 483/13/33/98/513  |
| Wohn- und Geschäftsgebäude                                     | Wohn- und Geschäftsgebäude                                     | Unterstolberg Roderburgmühle 6 Karte                             | |              | 12.12.1984       | 200/13/34/6/10    |
| Wohnhaus                                                       | Wohnhaus                                                       | Unterstolberg Roderburgmühle 16 Karte                            | |              | 01.02.1983       | 15/13/34/11/98    |
| Wohn- und Geschäftshaus, Gaststätte                            | Wohn- und Geschäftshaus, Gaststätte                            | Unterstolberg Salmstr. 6 Karte                                   | |              | 14.12.1984       | 202/13/35/6/284   |
| katholische Pfarrkirche „St. Maria Himmelfahrt“                | katholische Pfarrkirche „St. Maria Himmelfahrt“                | Unterstolberg Salmstr. 8 Karte                                   | Erstbau durch Carl de Berghes, 1874 Anbau des südlichen Seitenschiffes und 1876/1877 des nördlichen Seitenschiffes; 1883/1884 Restaurierung des Mittelschiffes; An- und Umbauten durch den Architekten Heinrich Wiethase | 1850–1853    | 14.01.1985       | 209/13/35/8/307   |
| Wohnhaus- und Geschäftsgebäude                                 | Wohnhaus- und Geschäftsgebäude                                 | Unterstolberg Salmstr. 17 Karte                                  | |              | 30.09.1987       | 502/13/35/17/615  |
| Wohnhaus                                                       | Wohnhaus                                                       | Unterstolberg Salmstr. 42–43 Karte                               | Reste der alten Kupferhofanlage „Zur Kette“, später Brauereigebäude | 16./17. Jh.  | 28.01.1985       | 238/13/35/42/57   |
| Wohn- und Geschäftsgebäude, nur Fassade                        | Wohn- und Geschäftsgebäude, nur Fassade                        | Unterstolberg Salmstr. 49 (Fassade) Karte                        | |              | 01.10.1990       | 598/13/35/49/602  |